# Llívia
Llívia (wym. kat. [ˈʎiβiə]) – gmina, eksklawa hiszpańska wewnątrz terytorium Francji, należąca administracyjnie do comarki Cerdanya w prowincji Girona we wspólnocie autonomicznej Katalonii; również miasto – siedziba gminy.

## Historia
Zgodnie z zawartym w 1659 roku pokojem pirenejskim, Hiszpania miała oddać Francji część comarki Cerdanya, która ulegała w związku z tym podziałowi na francuską – zwaną odtąd Alta Cerdanya i hiszpańską – zwaną odtąd potocznie Baixa Cerdanya. Traktat z Llívii, który określał dokładny przebieg granicy w Pirenejach, mówił o przekazaniu Francji „33 wsi”, wśród nich Llívii. Hiszpanie podnieśli jednak fakt, że Llívia posiadała od 1528 r. prawa miejskie, dzięki czemu pozostała ona pod władzą Hiszpanii. Francja zgodziła się na taką interpretację pod warunkiem, że Hiszpanie nie zbudują w Llívii fortyfikacji.
W celu umożliwienia komunikacji z resztą terytorium hiszpańskiego, wytyczona została eksterytorialna droga łącząca enklawę Llívii z Puigcerdà. Aby umożliwić mieszkańcom normalne życie, Llivii zagwarantowano wyłączny dostęp do łąki na brzegu jeziora Bouillouses oraz fragmentu lasu w gminie Bolquère (administracyjnie należą one jednak do Francji). Zarówno o dodatkowe tereny, jak i o drogę do Baixa Cerdanya aż do XX wieku toczyły się lokalne spory. Po wejściu w życie Układu z Schengen zniesiono zakaz skrętu w drogę eksterytorialną z przecinających ją dróg francuskich i odwrotnie.
Powierzchnia gminy to 12,84 km². Liczba ludności zgodnie z danymi INE z 2005 roku wynosiła 1252. Współrzędne geograficzne miasta Llívia to 42°27′36″N 1°58′48″E/42,460000 1,980000.

## Miejscowości
W skład gminy Llívia wchodzą trzy miejscowości, w tym noszące tę samą nazwę miasto – siedziba gminy:
- Cereja – 26 mieszkańców
- Gorguja – 38 mieszkańców
- Llívia – 1188 mieszkańców

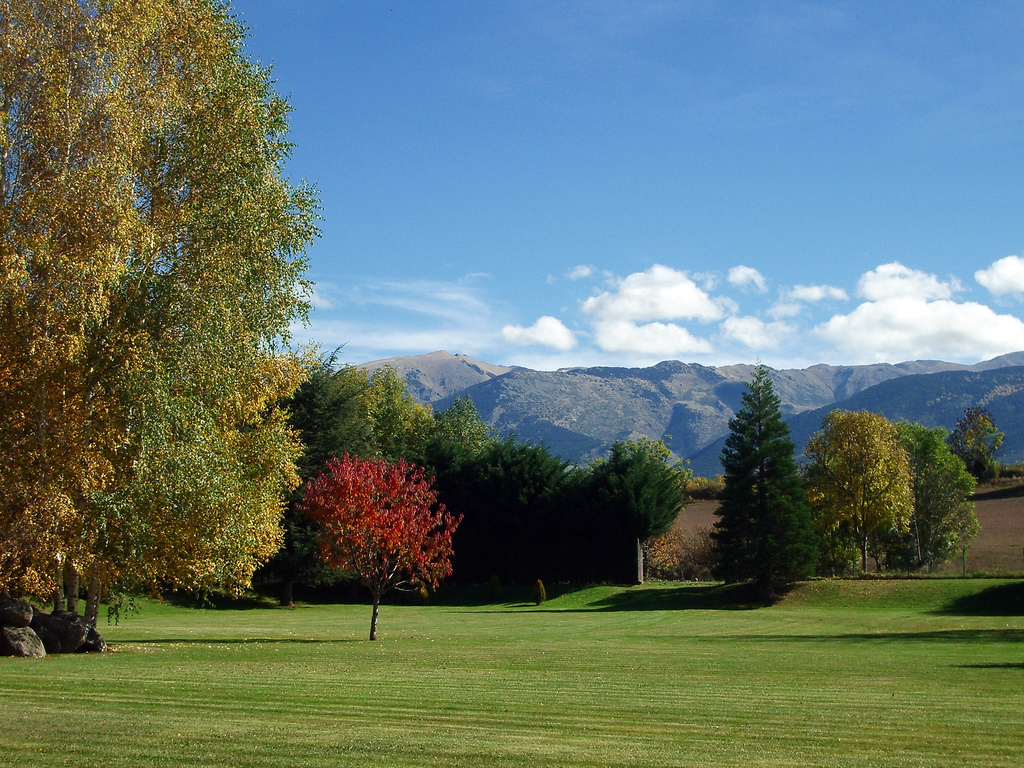
Krajobraz miejscowości Llívia
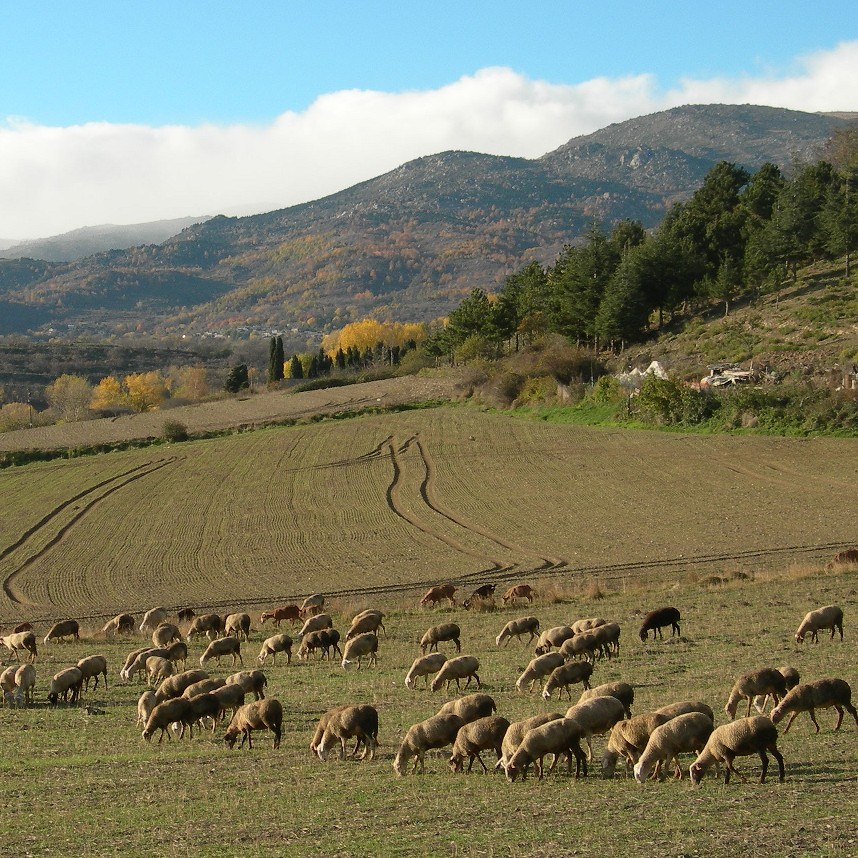
Łąka w miejscowości Llívia